# Везельская цитадель
Везельская цитадель (нем. Zitadelle Wesel) — крупнейшее из сохранившихся крепостных сооружений (цитадель) в Рейнской области.
Расположена в городе Везель (федеральная земля Северный Рейн — Вестфалия).

## История
Крепость в Везеле сооружена в 1688—1722 годах по проекту инженера-фортификатора Иоганна де Корбина. Крепость имела вид пятиконечной звезды, в каждом луче которой возведен бастион, а цитадель являлась центральным ядром крепости.
Крепость заложена в южной части Везеля курфюрстом Бранденбурга Фридрихом Вильгельмом I. На строительство крепости было выделено 373 452 талера. Главные ворота цитадели были построены в 1718 году.
Во время французской оккупации 1805—1814 годов внутри цитадели было возведено двухэтажное кирпичное здание, которое сохранилось до сегодняшнего момента.
Крепость выполняла свою функцию в годы Первой мировой войны, используясь в качестве укрепления на рубеже Рейн — Липпе.
К настоящему дню сохранились следующие сооружения: главные ворота с куртиной, подъемный мост через ров, французское двухэтажное здание, гарнизонная пекарня, в которой сейчас размещен городской архив, офицерская тюрьма (сейчас здание находится в частном владении), казарма № 8 (сейчас в ней размещена детская музыкальная школа), провиантский склад — сейчас используется для размещения Прусского музея (нем.).

## Литература

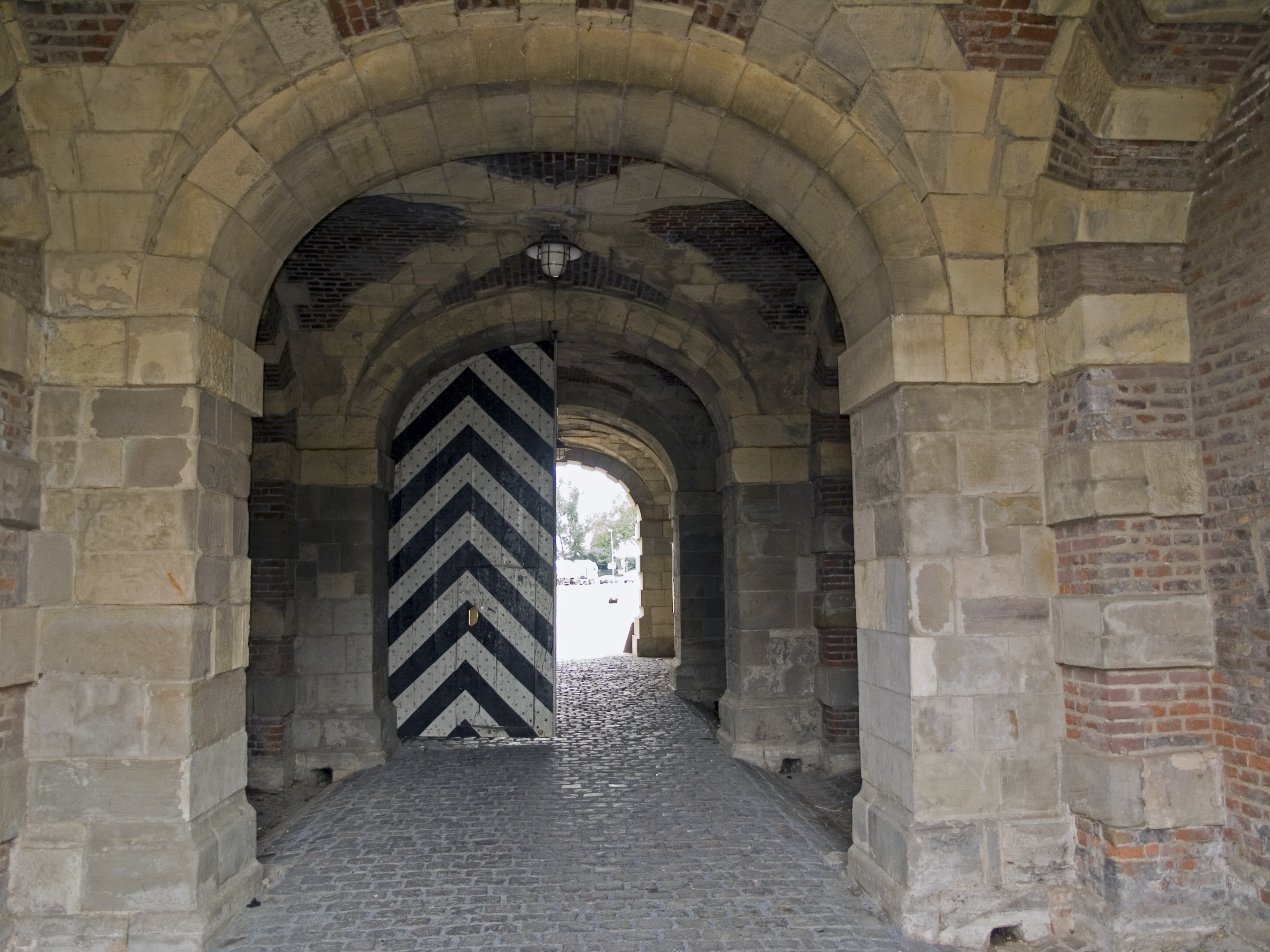
Проезд главных ворот